# حقل (تبوك)
حقل هي حاضرة ومركز محافظة حقل التابعة لمنطقة تبوك شمال غرب السعودية.

## نبذة

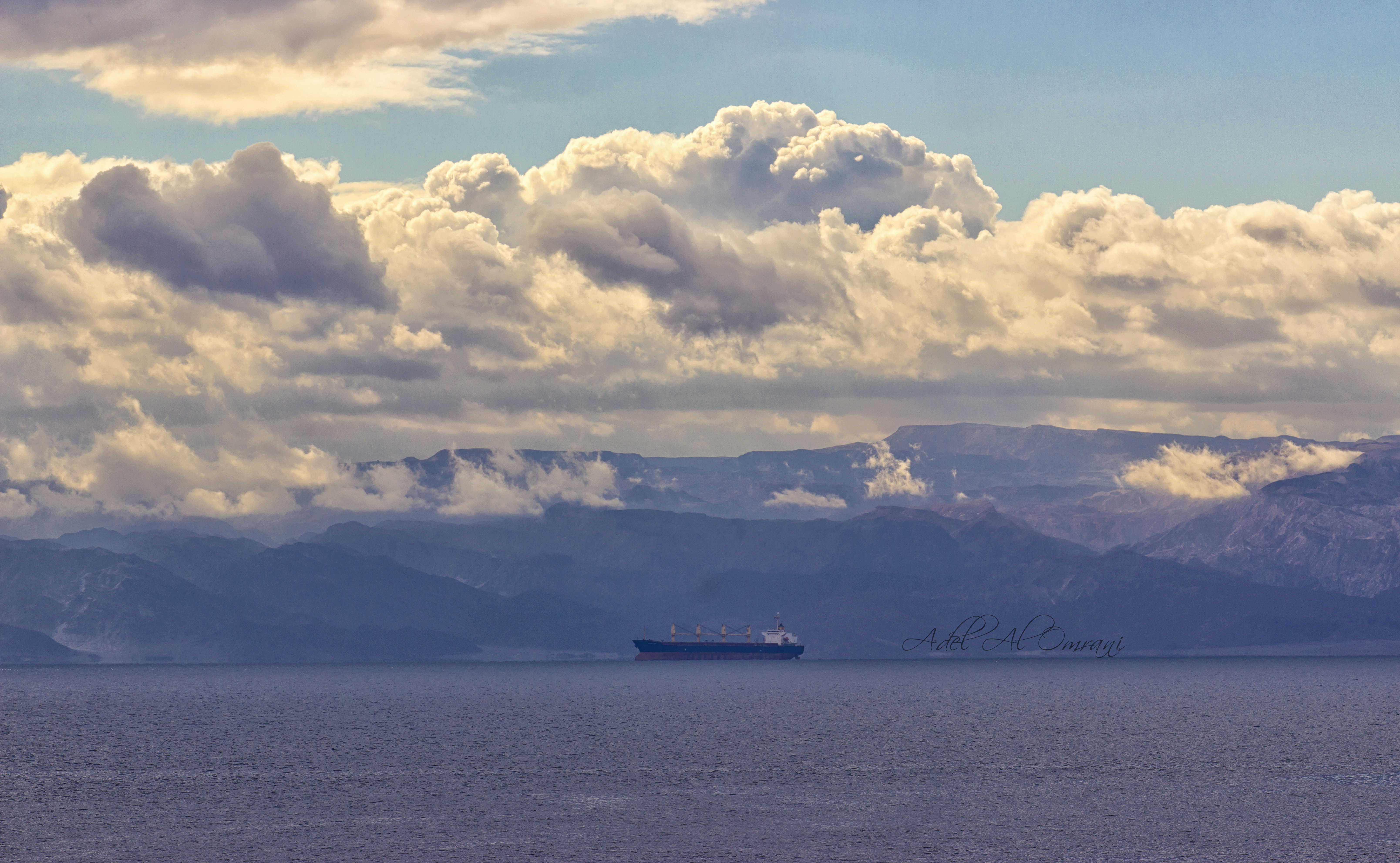
أحد شواطئ حقل.

تقع حقل شمال غرب مدينة تبوك وتبعد عنها حوالي 228 كم تقريباً، ويبلغ عدد سكانها حسب إحصائية سنة 2010م حوالي 25,649 نسمة.

## المناخ
يتميز طقس المدينة بالاعتدال في فصل الصيف والشتاء. ومن الجدير بالذكر أن الرطوبة تنعدم خلال الصيف على الرغم أنها تقع على البحر. أنشئ مؤخراً العديد من الشاليهات على الشواطئ والمنتجعات. في المساء تستطيع أن تشاهد مدن العقبة الأردنية وإيلات في فلسطين المحتلة (أم الرشراش) وطابا المصرية.

## معرض الصور

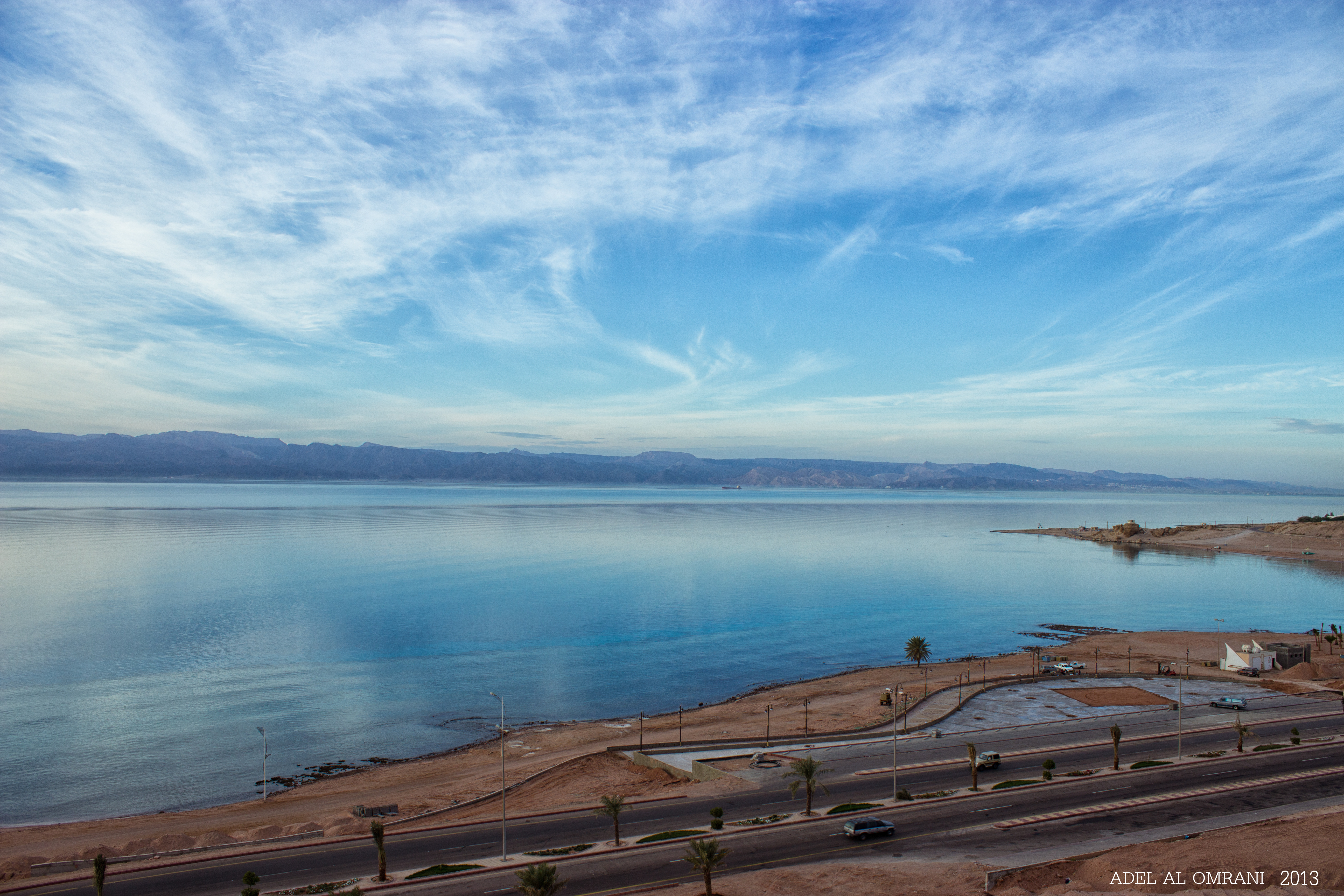
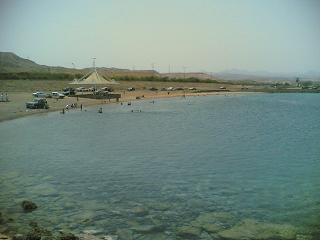
شاطئ أم عنم مدينة حقل السعودية
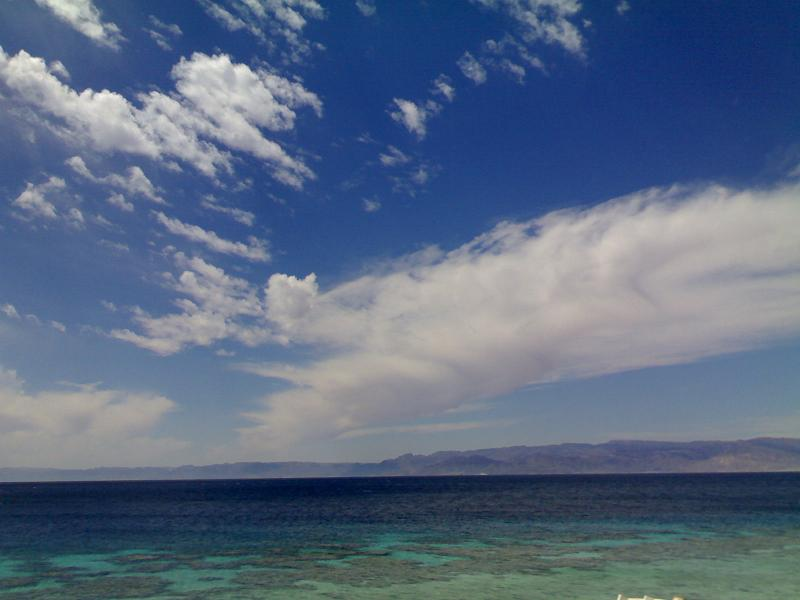
اطلالة أحد الشاليهات على الشاطئ
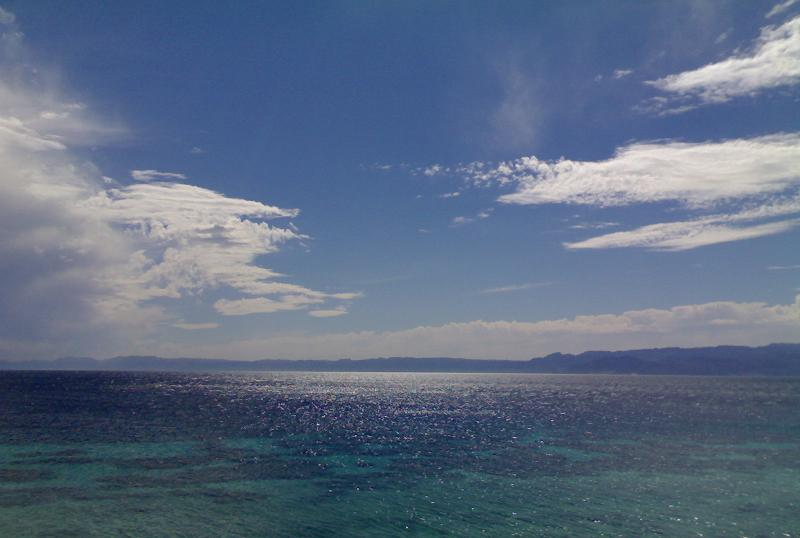
شاطئ أم عنم